# Hyperaspis tuckeri
Hyperaspis tuckeri är en skalbaggsart som beskrevs av Thomas Casey 1924. Hyperaspis tuckeri ingår i släktet Hyperaspis och familjen nyckelpigor. Inga underarter finns listade i Catalogue of Life.